# Montreuil-des-Landes
Montreuil-des-Landes is een gemeente in het Franse departement Ille-et-Vilaine (regio Bretagne) en telt 208 inwoners (2004). De plaats maakt deel uit van het arrondissement Fougères-Vitré.

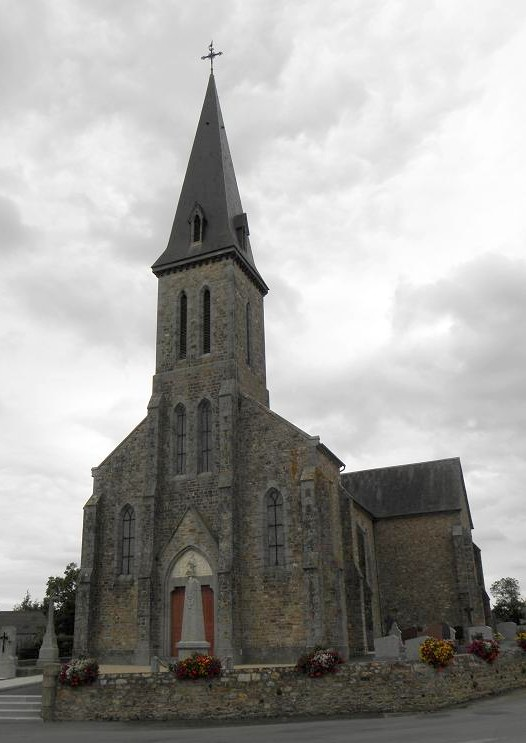
Kerk in Montreuil-des-Landes
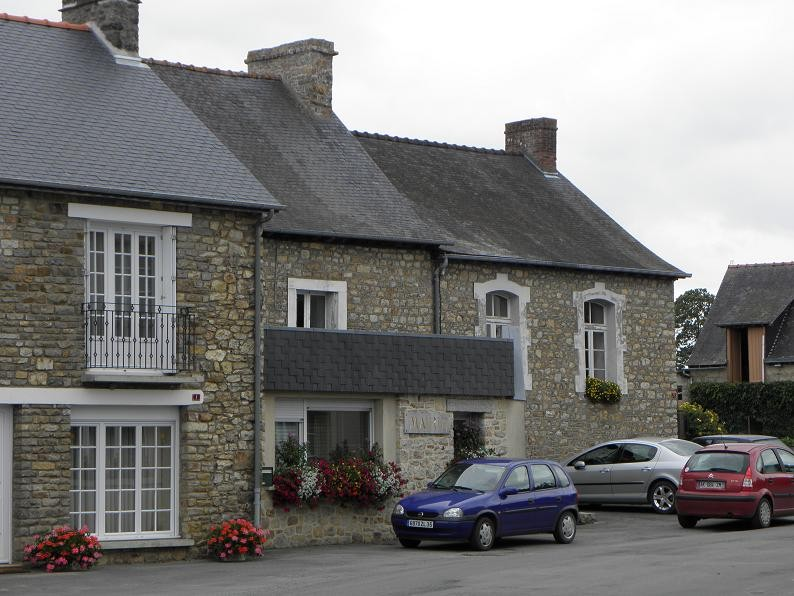
Gemeentehuis

## Geografie
De oppervlakte van Montreuil-des-Landes bedraagt 9,4 km², de bevolkingsdichtheid is 22,1 inwoners per km².
De onderstaande kaart toont de ligging van Montreuil-des-Landes met de belangrijkste infrastructuur en aangrenzende gemeenten.

## Demografie
Onderstaande figuur toont het verloop van het inwonertal (bron: INSEE-tellingen).

1. ↑  Populations de référence 2022.